# Naby Diarso
Naby Diarso (Conakry, 1º gennaio 1977) è un ex calciatore guineano, di ruolo portiere.

## Carriera

### Club
Ha sempre giocato nel campionato guineano.

### Nazionale
Ha esordito in Nazionale nel 2006.